# Гринь Сергій Віталійович
Сергі́й Віта́лійович Гринь (нар. 6 червня 1994, Волноваха, Україна) — український футболіст, лівий вінгер. Грав за молодіжну збірну України.

## Клубна кар'єра

### «Шахтар» та період оренд
Вихованець донецького «Шахтаря». У 2011 році був зарахований до юнацької команди донеччан.
У 2014 році на правах оренди приєднався до «Іллічівця». 26 липня 2014 року провів свій перший виступ у Прем'єр-лізі. 30 травня 2015 зробив хет-трик у ворота донецького «Олімпіка». Визнавався найкращим молодим футболістом України до 21 року в конкурсі «Золотий талант України» у період з березня по травень 2015 року. Після завершення сезону 2014/15 Микола Павлов, головний тренер «Іллічівця», надав молодому гравцю схвальний відгук.
Після закінчення оренди відправився на тренувальний збір разом із першою командою «гірників». 22 серпня 2015 року зіграв в основному складі донецької команди у грі Кубку України з київським «Арсеналом», відзначився забитим голом на 75-й хвилині. У підсумку та гра стала єдиною для Сергія за основу «Шахтаря».
У січні 2016 року повернувся на правах оренди до «Іллічівця». Зіграв за маріупольський клуб 11 матчів, у яких забив три м'ячі.
1 вересня того ж року на умовах оренди офіційно став гравцем донецького «Олімпіка», де провів наступний сезон.
14 липня 2017 року перейшов на правах оренди до рівненського «Вереса». Зігравши лише 6 матчів у чемпіонаті, Гринь у серпні отримав серйозну травму хрестоподібних зв'язок коліна і залишився поза грою на тривалий час. Так і не відновившись до кінця року, по завершенні терміну оренди Сергій був відданий в оренду до першолігового «Арсеналу».

### «Вайле»
У січні 2019 року українець перейшов до складу данського «Вайле». Незважаючи на те, що за підсумками сезону 2018/19 «Вайле» вилетів у другий за силою дивізіон Данії, а угода Сергія діяла тільки під час виступів команди у Суперлізі, футболіст перепідписав контракт з клубом. У вересні 2020 року «Вайле» оголосив про дострокове розірвання контракту з українським вінгером.

### «Зоря»
У жовтні 2020 року Гриня підписала луганська «Зоря». Гравець підписав контракт на 2,5 роки. У складі луганчан Сергій дебютував у єврокубках, 22 жовтня замінивши Владислава Кочергіна у матчі групового етапу Ліги Європи проти «Лестера». Здебільшого футболіст виходив на поле на заміну наприкінці матчу, всього за «Зорю» зігравши 9 разів, з яких 6 у чемпіонаті та 3 у Лізі Європи й не відзначившись результативними діями у жодному з них. 15 липня 2021 року на офіційному сайті клубу було повідомлено про розірвання контракту з футболістом за обопільною згодою.

### «Олександрія»
19 липня «Олександрія» підписала дворічну угоду з півзахисником. У дебютному матчі за клуб гравець одразу відзначився голом у ворота «Інгульця», який, до того ж, став переможним. 17 жовтня у матчі 11 туру Прем'єр-Ліги проти «Ворскли» Сергій на 86-й хвилині замінив Ігоря Кирюханцева, проте в одному з епізодів отримав травму паху, після чого стало відомо про перенесене хірургічне втручання.

## Кар'єра у збірній
Свій шлях у системі збірних розпочав з юнацької команди у віковій категорії до 17-ти років, за яку він провів 9 матчів і відзначився 1 голом.
2 квітня 2015 року вийшов на заміну на 30-й хвилині у грі молодіжної збірної України проти однолітків зі Словаччини.
Всього за юнацькі та молодіжну збірні зіграв 26 матчів, відзначившись 1 голом.

## Титули
- Суперкубок України:
  - Володар Суперкубка України: 2015[25]